# Hollywood Pictures
Hollywood Pictures és una empresa de cinema depenent de Walt Disney Pictures que produeix pel·lícules comercials i dirigides al públic adult, a diferència del segell principal, centrat en la infància. Va ser creada el 1989.
Alguns dels seus títols de més èxit són:
- Arachnophobia
- V.I. Warshawski
- A Stranger Among Us
- Super Mario Bros.
- Color of Night
- Quiz Show
- Mentre dormies
- Judge Dredd
- Dangerous Minds
- The Scarlet Letter
- Nixon (pel·lícula)
- Evita (pel·lícula)
- Washington Square
- The Sixth Sense